# エンブレイス
エンブレイス(Embrace)は1990年代中頃に結成されたオルタナティヴ・ロック・バンド。
バンドはイギリスの西ヨークシャー地方のブリグハウス(en:Brighouse)とブラッドフォード(en:Bradford)出身。
6枚のスタジオ・アルバムがリリースされている。

## メンバー
ダニー・マクナマラ(en:Danny McNamara) / 1970年12月31日 / ボーカル・(ギター)
西ヨークシャー地方のベイリフブリッジ(en:Bailiff Bridge)出身。マンチェスター大学で心理学を専攻していたが中退し、エンブレイスを結成。
リチャード・マクナマラ(en:Richard McNamara) / 1972年10月23日 / ギター・(ボーカル)
西ヨークシャー地方のベイリフブリッジ(en:Bailiff Bridge)出身。ダニーの実弟である。
スティーブ・ファース(en:Steve Firth) / 1965年2月2日 / ベース
西ヨークシャー地方出身。リバプール大学で心理学を専攻し学位を取得。1994年にメンバーに加わる。
マイク・ヒートン(en:Mike Heaton) / 1967年9月18日 / ドラムス
西ヨークシャー地方のヘックモンドワイク(en:Heckmondwike)出身。バンド結成時からメンバーである。
ミッキー・デイル(en:Mickey Dale) / 1968年3月22日 / キーボード・ピアノ・(ギター)
西ヨークシャー地方のヒートン(en:Heaton)出身。1stアルバム発表後、正式にメンバーになる。

## 来歴

### 結成からデビュー:1990-1997
バンドの中心となるのはヨークシャー出身のダニーとリチャードのマクナマラ兄弟。地元の新聞に広告を出してメンバー募集を呼びかけ、1990年、この２人にマイク・ヒートン(ドラムス)が加わる。その時からエンブレイスと名乗り活動をスタートした。
転機が訪れたのは1993年。リーズで開催されたハイネケン・ミュージック・フェスティバルにおいて自分達の音楽性に絶望し、今までのレパートリーを全て排除し、再スタートを切ることを決意する。翌1994年にスティーブ・ファース(ベース)が加入。
バンドは、1996年10月にハット(en:Hut Records)と初めての契約を結ぶ。アメリカのレコード会社であるDGC(en:DGC Records)とも契約。
1997年2月にフィアス・パンダ(en:Fierce Panda)とワン・ショット契約でデビューシングル『All You Good Good People』を発表。

### 初期:1998-2002
1997年5月にハットからリリースされたシングル『Fireworks』が全英シングルチャートで34位、7月の『One Big Family』が21位という滑り出しを果たす。この頃から、Vフェスティバル(en:V Festival)をはじめイギリス国内の主要フェスティバルに数多く出演するようになる。その後、10月に再レコーディングして発表された『All You Good Good People』が全英シングルチャートで8位を記録する。翌年初めのブリット・アワード新人部門にもノミネートされた。
そして1998年6月にデビューアルバムである『The Good Will Out』をリリースし、全英アルバムチャートで1位を獲得する。このアルバムがリリースされた後にミッキー・デイル(キーボード)が正式にメンバーとして加わる。また、前年に続いてこの年も、世界最大級の規模を持つグラストンベリー・フェスティバルに出演している。
2000年に2ndアルバム『Drawn From Memory』、翌年2001年には、コールドプレイの1stアルバム『Parachutes』などの制作に携わったケン・ネルソン(en:Ken Nelson)をプロデューサーに迎えた3rdアルバム『If You've Never Been』をリリース。全英アルバムチャートにおいて前者が8位、後者が9位を記録。ともに売り上げがデビューアルバムを大幅に下回り、またバンドとレーベル側との意見の食い違いが無視できないほど大きくなっていた。こうした理由から、これまでのシングル曲を収録した『Fireworks: The Singles 1997-2002』のリリースを最後にハットから契約を解除される。その後、レーベル契約が無いままライブ活動を行っていた時期もあった。2000年のT in the Parkに出演した時からエンブレイスに対して強い関心を持っていたというインディペンディエンテ(en:Independiente Records)からアプローチを受け、2002年の秋に同レーベルと契約する。

### 復帰:2003-2006
前作のツアーを終えてからは、メディアにもほとんど情報を発信せず、公の舞台から姿を消すことになる。この頃、私物を売り活動資金に充てたり、塗装や溶接といった仕事で身を養っているメンバーもいた。
そして、2004年9月に、3年間の歳月をかけて作り上げられた4thアルバム『Out of Nothing』をリリースする。プロデューサーは元キリング・ジョークのユース。メンバーは自分達のアルバムの中で最高の出来である語り、見事に全英アルバムチャート1位と復帰を遂げる。このアルバムはイギリスでダブル・プラチナムを記録している。この作品の先行シングルである『Gravity』は、コールドプレイのボーカルでダニーの親友クリス・マーティン(Chris Martin)から提供された楽曲であり、全英シングルチャート7位にランクインした。2人は2000年にブラックプールで開催されたライブで、コールドプレイがエンブレイスのサポートを務めていたのをきっかけに親しくなったという。また、このアルバムがリリースされる前に開催されたVフェスティバル2004では、身内の不幸で出演をキャンセルしたジェットに変わり、急きょ出演が決まった。翌年も同フェスティバルに出演。
2005年、5月に地元リーズのミレニアム・スクウェアで6000人の観客を集めてライブを行っている。このライブの模様はDVDとなり、『A Glorious Day Live in Leeds』というタイトルでリリースされている。同年10月には、アルバム未収録曲などを集めたB面集『Dry Kids: B-Sides 1997-2005』を発表。 
長い年月をかけて作られた4thアルバムとは打って変わり、アルバムの作曲からレコーディングまで、わずか1週間余りで済んだという5thアルバム『This New Day』を2006年3月に発表し、全英アルバムチャート1位を獲得。なお、このアルバムの先行シングル『Nature's Law』は自身のシングルで最高位となる全英シングルチャート２位を記録した。この作品発表後のUKツアーも大反響だったため、前作のツアー同様にイギリス各地で追加公演が行われた。
また、この年イングランド・サッカー協会からドイツ・ワールドカップにおけるイングランド代表公式応援歌レコーディングの依頼を受け、バンドはこれを快諾。制作活動の後、同年6月に公式応援歌『World At Your Feet』をリリース。全英シングルチャートで3位を記録。

### 解散の危機:2007-2010
バンドが解散を考えていた時期である。2007年から2010年にかけて、バンドの活動を休止しており、メンバー達はそれぞれソロ活動を行っていた。ダニーはDJに取り組み、マイクはドラムのスクールを開設した。ミッキーはサイドプロジェクトとしてTalk To Angelsを結成し、活動。

### ニューアルバム:2011-現在
2011年にバンドとして活動を再開し、アルバム制作のためのスタジオワークを行う。
2014年4月に、セルフタイトルアルバム「Embrace」をリリース。

## 音楽性
デビューしてから5枚のスタジオ・アルバムが発表されているが作品の中心となっているのは、ダニーが特に好むミディアム～スローテンポでバラード調の楽曲である。シングル・カットされたナンバーにはこうした作風のものが多く、バンドが自信を持っている音楽性である。デビューアルバム『The Good Will Out』では、こういったスタイルの楽曲の他にヘビーでラウドなギター音を利用したアップテンポな曲もみられ、ハードなナンバーはダニーの弟であるリチャードが好んでいる。このデビューアルバムの作風からしばしば、オアシス・フォロワーとも言われた。2ndアルバム『Drawn From Memory』では、レゲエ、ディラン、メタル、ファンクなどあらゆる音楽分野からヒントを得たといい、1stアルバムとは違う方向性を試した実験的な作品になっている。4thアルバム『Out Of Nothing』では、ピアノ音、ギターノイズ、コーラス、オーケストレーションなどを効果的に織り交ぜ、躍動感のある作品に仕上がっているとメンバーは語る。コールドプレイのクリス・マーティンから提供された『Gravity』をはじめ、バラードを中心に構成されている。また、バラードのナンバーが多いためか2006年ドイツ・ワールドカップにおけるイングランド代表公式応援歌をエンブレイスが歌うことが決まった際に、ニュー・オーダーのピーター・フック(Peter Hook)に「こっけいだな。お涙頂戴のバラードで戦いに挑むってわけだ。（サッカー場にいる）観客は誰も一緒に歌わないだろうよ」と言われた。

## ディスコグラフィー

### アルバム
| 1998                                      | The Good Will Out    | - 発売日: 1998年6月8日 - レーベル: Hut, Virgin, Mobetta - フォーマット: CD, LP, cassette, digital download - 全英売上: 50万枚   | 1 | —  | —  | 2 | - UK: プラチナ |
| 2000                                      | Drawn from Memory    | - 発売日: 2000年3月27日 - レーベル: Hut, Virgin, Mobetta - フォーマット: CD, LP, cassette, digital download                     | 8 | —  | 24 | 7 | - UK: ゴールド |
| 2001                                      | If You've Never Been | - 発売日: 2001年9月3日 - レーベル: Hut, Virgin, Mobetta - フォーマット: CD, LP, cassette, digital download                      | 9 | —  | 54 | 7 | - UK: シルバー |
| 2004                                      | Out of Nothing       | - 発売日: 2004年9月13日 - レーベル: Independiente - フォーマット: CD, CD+DVD, LP, cassette, digital download - 全英売上: 60万枚 | 1 | 86 | 39 | 1 | - UK: プラチナ |
| 2006                                      | This New Day         | - 発売日: 2006年3月27日 - レーベル: Independiente - フォーマット: CD, CD+DVD, LP, digital download                              | 1 | —  | 32 | 1 | - UK: ゴールド |
| 2014                                      | Embrace              | - 発売日: 2014年4月28日 - レーベル: Cooking Vinyl - フォーマット: CD, CD+DVD, LP, digital download                              | 5 | —  | 58 | 4 |                |
| 2018                                      | Love Is a Basic Need | - 発売日: 2018年3月2日 - レーベル: Cooking Vinyl - フォーマット: CD, LP, cassette, digital download                             | 5 | —  | 93 | 3 |                |
| "—"は未発売またはチャート圏外を意味する。 |                      | |   |    |    |   |                |

### シングル
| 年   | タイトル                             | 最高順位 | アルバム             |
| 年   | タイトル                             | UK       | アルバム             |
| ---- | ------------------------------------ | -------- | -------------------- |
| 1997 | All You Good Good People             | —        | The Good Will Out    |
| 1997 | Fireworks EP                         | 34       | The Good Will Out    |
| 1997 | One Big Family EP                    | 21       | The Good Will Out    |
| 1997 | All You Good Good People EP          | 8        | The Good Will Out    |
| 1998 | Come Back To What You Know           | 6        | The Good Will Out    |
| 1998 | My Weakness Is None Of Your Business | 9        | The Good Will Out    |
| 1999 | Hooligan                             | 18       | Drawn From Memory    |
| 2000 | You're Not Alone                     | 14       | Drawn From Memory    |
| 2000 | Save Me                              | 29       | Drawn From Memory    |
| 2000 | I Wouldn't Wanna Happen To You       | 23       | Drawn From Memory    |
| 2001 | Wonder                               | 14       | If You've Never Been |
| 2001 | Make It Last                         | 35       | If You've Never Been |
| 2004 | Gravity                              | 7        | Out of Nothing       |
| 2004 | Ashes                                | 11       | Out of Nothing       |
| 2005 | Looking As You Are                   | 11       | Out of Nothing       |
| 2005 | A Glorious Day                       | 28       | Out of Nothing       |
| 2006 | Nature's Law                         | 2        | This New Day         |
| 2006 | World At Your Feet                   | 3        | —                    |
| 2006 | Target                               | 29       | This New Day         |
| 2006 | I Can't Come Down                    | 54       | This New Day         |

### コンピレーション
| 年   | タイトル                        | 最高順位 |
| 年   | タイトル                        | UK       |
| ---- | ------------------------------- | -------- |
| 2002 | Fireworks:The Singles 1997-2002 | 36       |
| 2005 | Dry Kids: B-Sides 1997-2005     | 129      |

その他
- Love Is Back E.P. (1998)
- Essential (2007)

### DVD
- A Glorious Day Live In Leeds (2006)